# Movimento Unione Italiano
Movimento Unione Italiano ( MUI) este un partid politic din Italia.
Partidul a fost fondat în 2010 de către Stefano Bandecchi.